# Hòa ước Portsmouth
Hòa ước Portsmouth là hiệp ước kết thúc chiến tranh Nga–Nhật ký ngày 5 tháng 9 năm 1905 tại Portsmouth, New Hampshire. Đại diện Đế quốc Nga là cựu Tổng trưởng Bộ Tài chính Sergei Witte còn Nhật có Komura Jutaro, Tổng trưởng Bộ Ngoại giao. Trung gian là Tổng thống Hoa Kỳ Theodore Roosevelt.

## Bối cảnh

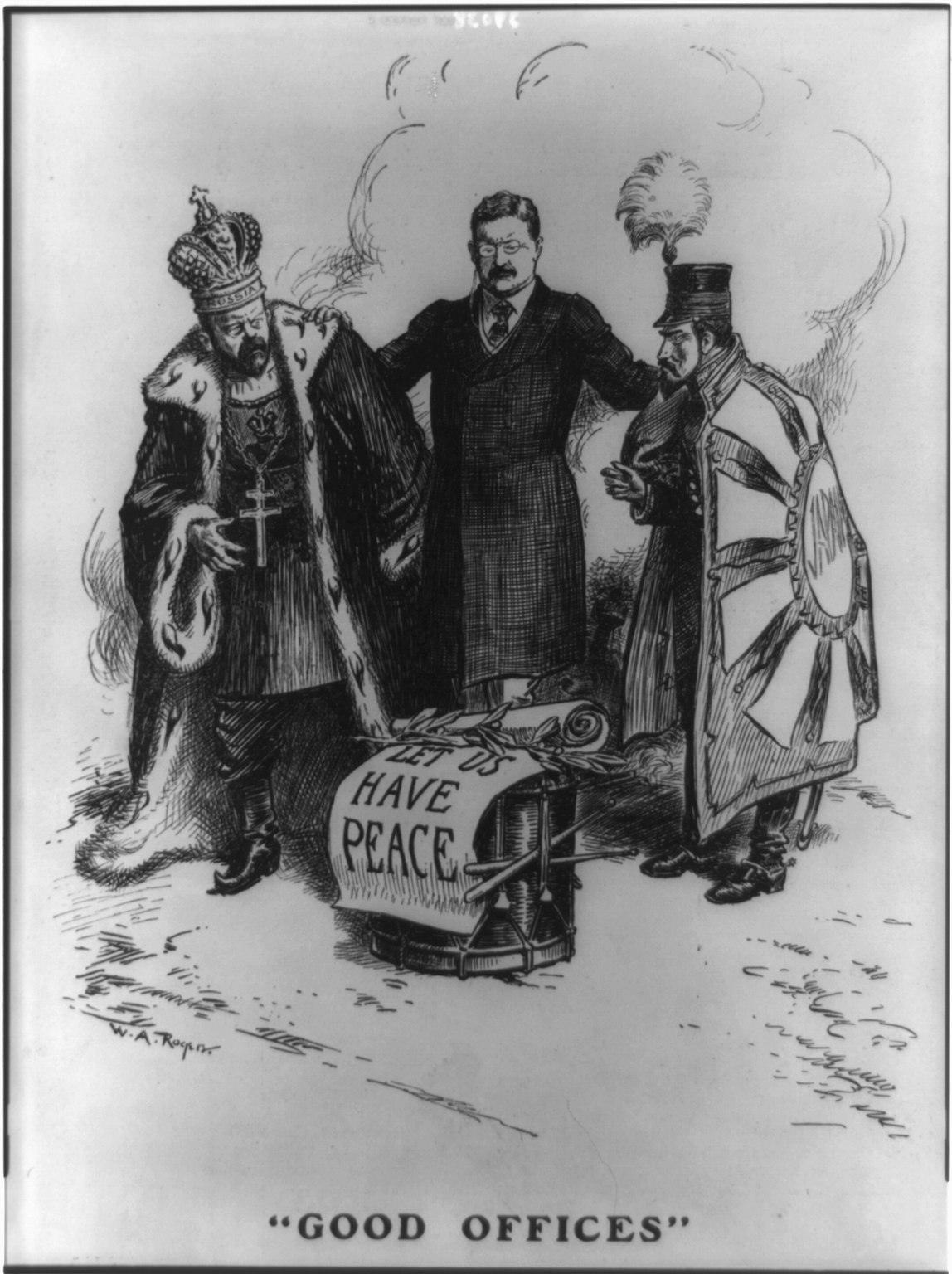
Hý họa hòa đàm Nga-Nhật với Mỹ làm trung gian

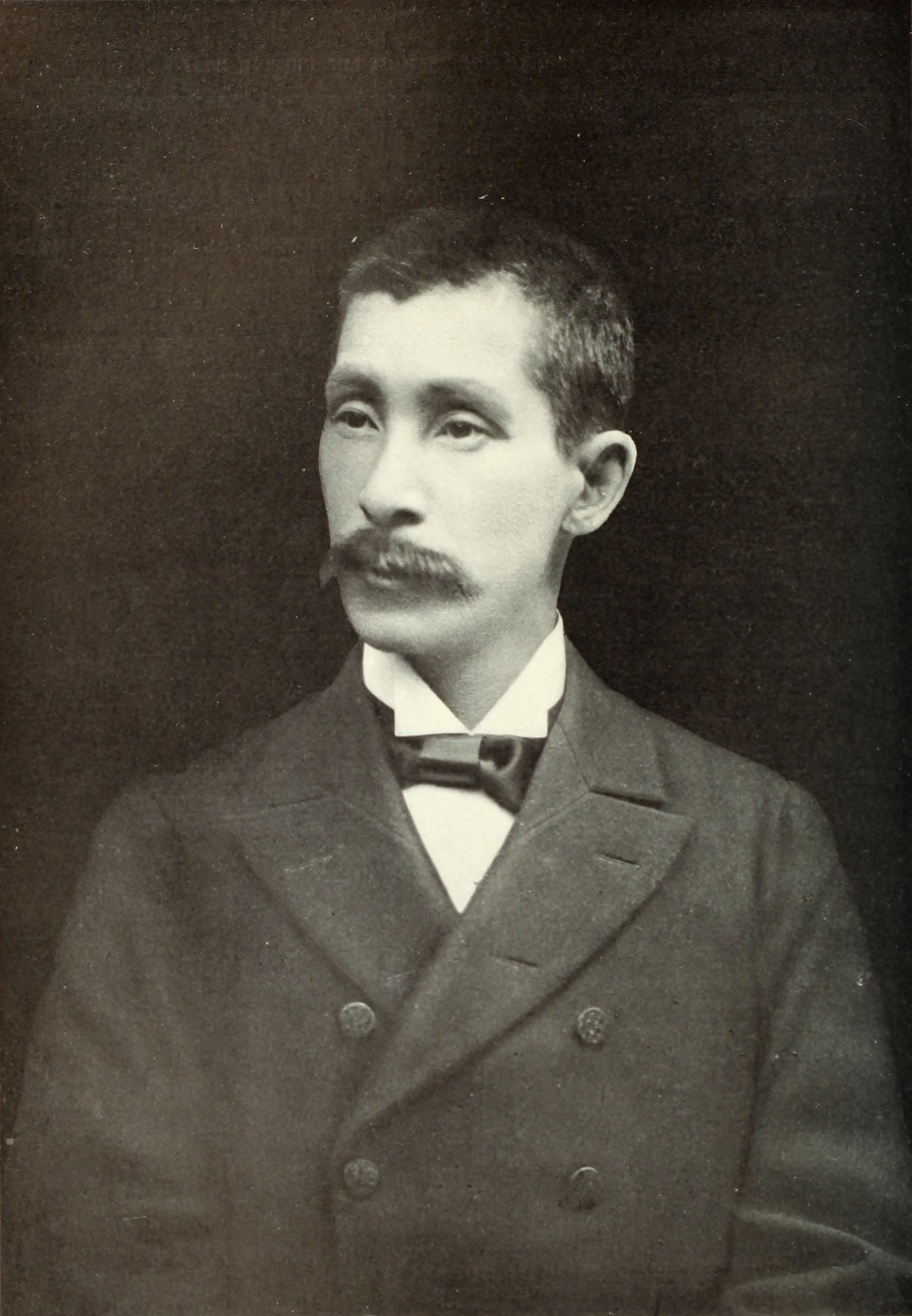
Chánh sứ Nhật Komura Jutaro

Chiến tranh Nhật-Nga khởi đầu từ năm 1904. Đến Tháng Giêng 1905 thì quân cảng kiên cố Port Artur của Nga thất thủ. Sang Tháng Ba Nga thua ở Mukden, phải rút về bắc Mãn Châu. Đến Tháng Năm 1905 thì Hải quân Nhật phá tan chiến hạm Baltik của Nga trên eo biển Đối Mã.
Nhật tuy ở vị thế đắc thắng nhưng để tiến đánh lên bắc Mãn Châu trên bộ thì việc quân vận binh lương càng khó khăn. Kéo dài cuộc chiến sẽ bất lợi. Phía bên Nga thì tình thế quốc nội rối bời với âm mưu lật đổ Sa hoàng. Nga triều không thể đối phó vừa ngoại chiến, vừa nội loạn. Vì đã thấm mệt, cả hai bên đều không muốn tình hình chiến sự tiếp diễn dai dẳng.
Các cường quốc Anh, Mỹ, Đức và Pháp đều theo dõi chiến cuộc kỹ càng. Anh là đồng minh của Nhật trong khi Pháp và Đức ngả về Nga, tất cả đều có tô giới ở Trung Hoa nên đều muốn thủ lợi hậu hồi. Riêng Mỹ vì không lập tô giới và muốn duy trì thương trường tự do buôn bán ở Trung Hoa, không muốn bàn cờ bị áp đảo do bất cứ bên nào nên ngay từ đầu năm 1905 đã bắn tin cho đại sứ Nga ở Mỹ là Arthur Cassini hãy khuyên Sa hoàng nên tìm cách giảng hòa. Tổng thống Roosevelt cũng gửi tin cho đại sứ Nhật là Takahira Kogorō là Mỹ sẵn sàng làm trung gian để mở cuộc hòa đàm. Tuy nhiên vào thời điểm đó, tình thế vẫn chưa chín muồi.
Phải đợi đến sau khi chiến hạm Baltik của Nga bị hải quân Nhật phá tan ngày 27 Tháng Năm, 1905 thế cờ chiến cuộc mới rõ ràng. Ngày 31 Tháng Năm đại sứ Nhật báo cho Mỹ tỏ ý muốn xúc tiến hòa đàm. Mỹ đề nghị hai bên bổ nhiệm đặc mệnh toàn quyền để rộng quyền thương lượng. Đến Tháng Sáu thì Nga cũng ưng thuận. Trong khi đó quân Nhật tiến chiếm Sakhalin vào Tháng Bảy để tăng áp lực với Nga triều.
Vì thời tiết nóng nực mùa hè ở thủ đô Washington, DC, Mỹ chọn căn cứ hải quân Portsmouth, New Hampshire với khí hậu mát mẻ hơn làm nơi tiếp đón hai phái đoàn Nhật Nga đến hòa đàm.

## Diễn biến

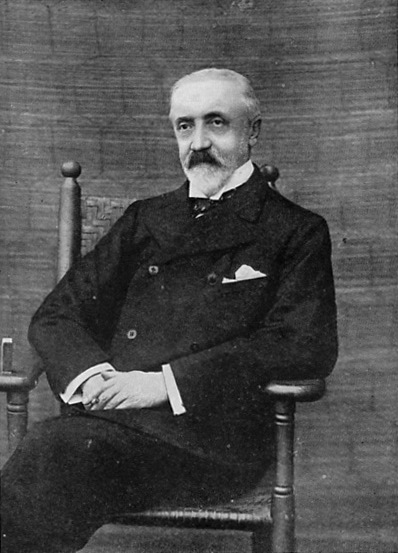
Phó sứ Nga Roman Rosen

Dẫn đầu phái đoàn Nhật là Hầu tước Komura Jutaro, Tổng trưởng Ngoại giao làm chánh sứ đặc mệnh toàn quyền, và có đại sứ Nhật Bản tại Hoa Kỳ Takahira Kogorō làm phó. Bên Nga thì Sergei Witte được Sa hoàng bổ làm Chủ tịch Hội đồng Bộ trưởng làm chánh sứ và Roman Rosen làm phó.
Hai bên họp lần đầu ngày 9 Tháng Tám bàn về thể thức hòa đàm đến 11 Tháng Tám thì mới vào đề.

### Lập trường của Nhật và Nga
Bên Nhật đưa ra những yêu sách: 
1. Nga công nhận địa vị thượng quốc của Nhật tại Triều Tiên
2. Nga triệt thoái khỏi toàn cõi Mãn Châu cùng tôn trọng chủ quyền của nhà Thanh trên đất Mãn
3. Tô giới Quan Đông của Nga (gồm Lữ Thuận và Đại Liên) sẽ chuyển cho Nhật với sự chấp thuận của nhà Thanh
4. Nga nhường toàn bộ đường sắt Nam Mãn Châu từ Port Artur đến Cáp Nhĩ Tân
5. Nga nhường đứt cho Nhật đảo Sakhalin
6. Nga trả binh phí chiến tranh
7. Các chiến thuyền của Nga lánh nạn ở các hải cảng trung lập phải giao lại cho Nhật
8. Nhật có quyền hạn chế lực lượng hải quân Nga tại Viễn Đông
9. Ngư thuyền Nhật được hoạt động tự do dọc duyên hải Thái Bình Dương của Nga

Bên Nga trả lời đại để là chấp nhận mọi điều khoản 1, 2, 3, 4 nhưng Sa hoàng nhất quyết ở hai điểm: 
1. Không cắt đất
2. Không bồi thường binh phí.

Nhật không bằng lòng hai điểm đó và đòi phải có khoản bồi thường. Việc thương thảo đi đến bế tắc. Phái đoàn Nga dọa bỏ ra về, phó mặc cho chiến cuộc tiếp diễn mà không điều đình nữa. Giới chức Mỹ lúc đó mới can thiệp khuyên Nhật nên uyển chuyển hơn để tái lập hòa bình vì những điểm chính của Nhật đã đạt được rồi, sá chi những điểm phụ. Nhật đành chấp nhận hủy bỏ phần binh phí, và chỉ giữ nam phần Sakhalin phía dưới vĩ tuyến 50, trả lại bắc phần Sakhalin cho Nga.
Hai bên thương lượng đến ngày 5 Tháng Chín thì đặt bút ký bản hòa ước chấm dứt cuộc chiến.